# Reprezentacja Bretanii w piłce nożnej mężczyzn
Reprezentacja Bretanii w piłce nożnej (br. Skipailh Breizh) to oficjalna reprezentacja Bretanii. 
Bretania posiada 170 zawodników w Ligue 1 i Ligue 2. Ma również lige regionalną podzieloną na 4 szczeble, który każdy jest od VI do X w hierarchii krajowej.
Reprezentacja nie należy ani do FIFA ani do NF-Board.

## Mecze
- Bretania -  Stany Zjednoczone 6:2
- Bretania -  Francja 2:1
- Bretania -  Aragonia 3:2
- Lotaryngia -  Bretania 1:3
- Francja -  Bretania 0:0
- Kamerun -  Bretania 1:1
- Republika Chińska -  Bretania 1:4
- Bretania -  Romowie 2:0
- Reunion -  Bretania 1:3
- Bretania -  Francja 2:2

## Piłkarze którzy grali w reprezentacji

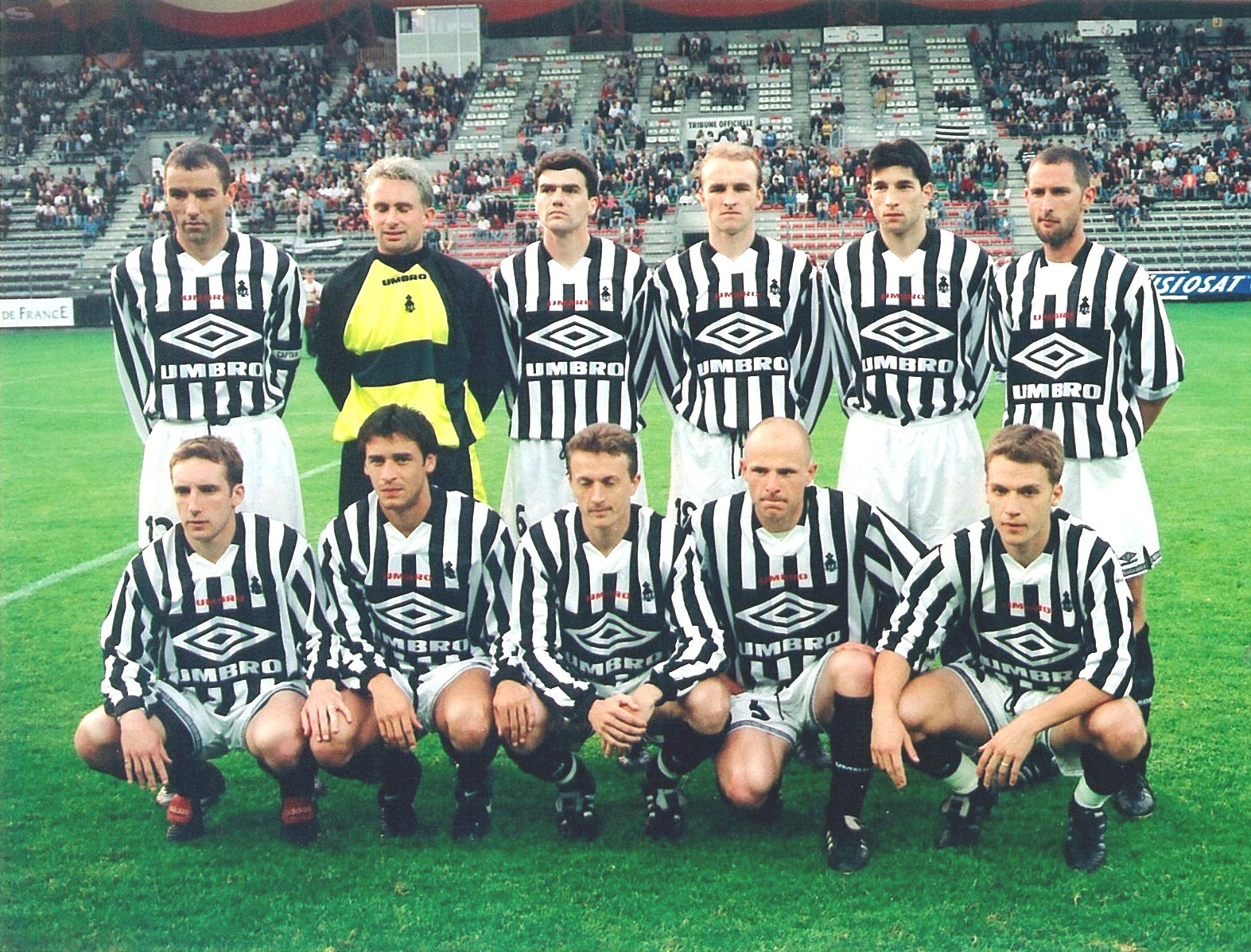
Bretania - Kamerun 1:1 (1998)
Le Guen, Heurtebis, P.Y. David, Rouxel, Laspalles, Le Roux.
Michel, André, Viaud, Brinquin, Pédron.

| - Pierre-Yves André (rok pierwszego powołania: 1998) - Olivier Baudry (1998) - Jean-Pierre Bosser (1988) - Bernard Bouger (1998) - Philippe Brinquin (1998) - Joël Cloarec (1988) - Patrick Colleter (1988) - Pierre-Yves David (1998) - Thomas Deniaud (2000) - Loïc Druon (1998) | - David Garcion (1998) - Fabrice Garin (2000) - Christian Gourcuff (1988) - Frédéric Guéguen (1998) - Laurent Guyot (2000) - Laurent Hervé (2000) - Tony Heurtebis (1998) - Laurent Huard (1998) - Gilles Kerhuiel (2000) - Jean-Yves Kerjean (1988) | - Pascal Laguillier (1988) - Nicolas Laspalles (1998, 2000) - Serge Le Dizet (1998) - Stéphane Le Garrec (1988) - Paul Le Guen (1998) - Philippe Le Guern (1988) - Christophe Le Roux (1998) - Éric Loussouarn (2000) - Corentin Martins (1988) - Pascal Mellaza (1988) | - Claude Michel (1998) - Stéphane Pédron (1998) - Yvon Pouliquen (1988) - Sylvain Prat (2000) - Lionel Rouxel (1998) - Ronan Salaün (1988) - Steve Savidan (2000) - Denis Stéphan (1988) - Philippe Tibeuf (1988) - Laurent Viaud (1998) |